# Convocazioni per il Campionato europeo femminile di pallacanestro 2017
Elenco delle giocatotrici convocate da ciascuna Nazionale partecipante al Campionato europeo femminile di pallacanestro 2017.
Il simbolo  indica il capitano della squadra.
L'età è stata calcolata alla data di apertura del torneo.

## Belgio
| La selezione è stata comunicata il 30 maggio. Prima del torneo Noémie Mayombo è stata sostituita da Serena-Lynn Geldof, quindi la squadra belga è composta da: \| N. \| Giocatrice \| Ruolo \| Data di nascita (età)* \| Altezza* \| Squadra 2016-2017 \| \| -- \| ------------------ \| ----- \| --------------------------- \| -------- \| -------------------------- \| \| 00 \| Kyara Linskens \| C \| 13 novembre 1996 (20 anni) \| 1,93 m \| Balfius Namur Capitale \| \| 5 \| Kim Mestdagh \| G \| 12 marzo 1990 (27 anni) \| 1,78 m \| Flammes Carolo \| \| 6 \| Antonia Delaere \| AP \| 1º agosto 1994 (22 anni) \| 1,80 m \| Castors Braine \| \| 8 \| Sofie Hendrickx \| AG \| 18 maggio 1986 (31 anni) \| 1,87 m \| Balfius Namur Capitale \| \| 9 \| Marjorie Carpréaux \| P \| 17 settembre 1987 (29 anni) \| 1,61 m \| Declercq Storbeton Waregem \| \| 11 \| Emma Meesseman \| C \| 13 maggio 1993 (24 anni) \| 1,92 m \| UMMC Ekaterinburg \| \| 12 \| Ann Wauters \| C \| 12 ottobre 1980 (36 anni) \| 1,94 m \| Bellona Agü Spor Kayseri \| \| 22 \| Hanne Mestdagh \| AP \| 19 aprile 1993 (24 anni) \| 1,78 m \| Eisvögel Freiburg \| \| 23 \| Serena-Lynn Geldof \| C \| 2 marzo 1997 (20 anni) \| 1,96 m \| Miami Hurricanes \| \| 32 \| Heleen Nauwelaers \| AG \| 14 marzo 1996 (21 anni) \| 1,80 m \| Sint-Katelijne-Waver \| \| 35 \| Julie Vanloo \| P \| 10 febbraio 1993 (24 anni) \| 1,68 m \| Eirene Ragusa \| \| 42 \| Jana Raman \| AG \| 15 febbraio 1991 (26 anni) \| 1,87 m \| Kangoeroes Willebroek \| * Statura media: 1,82 m, età media: 25 anni. Allenatore: Philip Mestdagh Assistente: Pierre Cornia |                    |       |                             |          |                            |
| N. | Giocatrice         | Ruolo | Data di nascita (età)*      | Altezza* | Squadra 2016-2017          |
| 00 | Kyara Linskens     | C     | 13 novembre 1996 (20 anni)  | 1,93 m   | Balfius Namur Capitale     |
| 5 | Kim Mestdagh       | G     | 12 marzo 1990 (27 anni)     | 1,78 m   | Flammes Carolo             |
| 6 | Antonia Delaere    | AP    | 1º agosto 1994 (22 anni)    | 1,80 m   | Castors Braine             |
| 8 | Sofie Hendrickx    | AG    | 18 maggio 1986 (31 anni)    | 1,87 m   | Balfius Namur Capitale     |
| 9 | Marjorie Carpréaux | P     | 17 settembre 1987 (29 anni) | 1,61 m   | Declercq Storbeton Waregem |
| 11 | Emma Meesseman     | C     | 13 maggio 1993 (24 anni)    | 1,92 m   | UMMC Ekaterinburg          |
| 12 | Ann Wauters        | C     | 12 ottobre 1980 (36 anni)   | 1,94 m   | Bellona Agü Spor Kayseri   |
| 22 | Hanne Mestdagh     | AP    | 19 aprile 1993 (24 anni)    | 1,78 m   | Eisvögel Freiburg          |
| 23 | Serena-Lynn Geldof | C     | 2 marzo 1997 (20 anni)      | 1,96 m   | Miami Hurricanes           |
| 32 | Heleen Nauwelaers  | AG    | 14 marzo 1996 (21 anni)     | 1,80 m   | Sint-Katelijne-Waver       |
| 35 | Julie Vanloo       | P     | 10 febbraio 1993 (24 anni)  | 1,68 m   | Eirene Ragusa              |
| 42 | Jana Raman         | AG    | 15 febbraio 1991 (26 anni)  | 1,87 m   | Kangoeroes Willebroek      |

## Bielorussia
| La selezione, comunicata il 13 giugno, è composta da:: \| N. \| Giocatrice \| Ruolo \| Data di nascita (età)* \| Altezza* \| Squadra 2016-2017 \| \| -- \| -------------------- \| ----- \| -------------------------- \| -------- \| -------------------- \| \| 6 \| Kacjaryna Snycina \| AP \| 2 settembre 1985 (31 anni) \| 1,88 m \| Hatay \| \| 7 \| Julija Rycikava \| G \| 8 settembre 1986 (30 anni) \| 1,80 m \| BK Horizon Minsk \| \| 8 \| Taccjana Lichtarovič \| G \| 29 marzo 1988 (29 anni) \| 1,78 m \| UNI Győr \| \| 9 \| Vol'ha Zjuz'kova \| P \| 14 giugno 1983 (34 anni) \| 1,72 m \| Hoptrans-Sirenos \| \| 13 \| Maryja Papova \| AG \| 13 luglio 1994 (22 anni) \| 1,89 m \| Galatasaray \| \| 14 \| Maryja Filončyk \| AG \| 10 gennaio 1992 (25 anni) \| 1,88 m \| Vologda-Čevakata \| \| 15 \| Maryna Krės \| C \| 23 agosto 1980 (36 anni) \| 1,94 m \| BK Horizon Minsk \| \| 19 \| Alëna Holubeva \| P \| 4 aprile 1994 (23 anni) \| 1,79 m \| Olimpia \| \| 20 \| Alex Bentley \| P \| 27 ottobre 1990 (26 anni) \| 1,73 m \| Adana SK \| \| 21 \| Viktoryja Hasper \| C \| 9 gennaio 1988 (29 anni) \| 1,92 m \| BK Tsmoki-Minsk \| \| 23 \| Janina Inkina \| AG \| 16 ottobre 1997 (19 anni) \| 1,87 m \| South Plains College \| \| 25 \| Maryna Ivaščanka \| AG \| 8 novembre 1993 (23 anni) \| 1,90 m \| Energa Torun \| * Statura media: 1,84 m, età media: 27 anni. Allenatore: Natallja Trafimava Assistente: Aliaksei Pyntsikau |                      |       |                            |          |                      |
| N. | Giocatrice           | Ruolo | Data di nascita (età)*     | Altezza* | Squadra 2016-2017    |
| 6 | Kacjaryna Snycina    | AP    | 2 settembre 1985 (31 anni) | 1,88 m   | Hatay                |
| 7 | Julija Rycikava      | G     | 8 settembre 1986 (30 anni) | 1,80 m   | BK Horizon Minsk     |
| 8 | Taccjana Lichtarovič | G     | 29 marzo 1988 (29 anni)    | 1,78 m   | UNI Győr             |
| 9 | Vol'ha Zjuz'kova     | P     | 14 giugno 1983 (34 anni)   | 1,72 m   | Hoptrans-Sirenos     |
| 13 | Maryja Papova        | AG    | 13 luglio 1994 (22 anni)   | 1,89 m   | Galatasaray          |
| 14 | Maryja Filončyk      | AG    | 10 gennaio 1992 (25 anni)  | 1,88 m   | Vologda-Čevakata     |
| 15 | Maryna Krės          | C     | 23 agosto 1980 (36 anni)   | 1,94 m   | BK Horizon Minsk     |
| 19 | Alëna Holubeva       | P     | 4 aprile 1994 (23 anni)    | 1,79 m   | Olimpia              |
| 20 | Alex Bentley         | P     | 27 ottobre 1990 (26 anni)  | 1,73 m   | Adana SK             |
| 21 | Viktoryja Hasper     | C     | 9 gennaio 1988 (29 anni)   | 1,92 m   | BK Tsmoki-Minsk      |
| 23 | Janina Inkina        | AG    | 16 ottobre 1997 (19 anni)  | 1,87 m   | South Plains College |
| 25 | Maryna Ivaščanka     | AG    | 8 novembre 1993 (23 anni)  | 1,90 m   | Energa Torun         |

## Francia
| La selezione, comunicata il 12 giugno, è composta da: \| N. \| Giocatrice \| Ruolo \| Data di nascita (età)* \| Altezza* \| Presenze[9] \| Squadra 2016-2017 \| \| -- \| -------------------- \| ----- \| -------------------------- \| -------- \| ----------- \| ------------------ \| \| 0 \| Olivia Époupa \| PG \| 30 aprile 1994 (23 anni) \| 1,64 m \| 46 \| Villeneuve-d'Ascq \| \| 5 \| Endéné Miyem \| C \| 15 maggio 1988 (29 anni) \| 1,88 m \| 169 \| Famila Schio \| \| 8 \| Helena Ciak \| C \| 15 dicembre 1989 (27 anni) \| 1,97 m \| 65 \| Dinamo Kursk \| \| 9 \| Céline Dumerc \| P \| 9 luglio 1982 (34 anni) \| 1,69 m \| 256 \| Basket Landes \| \| 10 \| Sarah Michel \| AP \| 10 gennaio 1989 (28 anni) \| 1,80 m \| 50 \| Lattes Montpellier \| \| 11 \| Valériane Ayayi \| AP \| 29 aprile 1994 (23 anni) \| 1,84 m \| 58 \| Villeneuve-d'Ascq \| \| 12 \| Gaëlle Skrela \| G \| 24 gennaio 1983 (34 anni) \| 1,77 m \| 78 \| Lattes Montpellier \| \| 16 \| Hhadydia Minte \| AP \| 16 marzo 1991 (26 anni) \| 1,87 m \| 5 \| Flammes Carolo \| \| 17 \| Marine Johannès \| G \| 21 gennaio 1995 (22 anni) \| 1,77 m \| 31 \| C.J.M. Bourges \| \| 18 \| Alexia Chartereau \| C \| 5 settembre 1998 (18 anni) \| 1,90 m \| 5 \| C.J.M. Bourges \| \| 25 \| Marielle Amant \| C \| 9 dicembre 1989 (27 anni) \| 1,90 m \| 84 \| Villeneuve-d'Ascq \| \| 93 \| Diandra Tchatchouang \| AP \| 14 giugno 1991 (26 anni) \| 1,89 m \| 5 \| C.J.M. Bourges \| * Statura media: 1,83 m, età media: 26 anni. Allenatore: Valérie Garnier Assistenti: Gregory Halin, Olivier Lafargue |                      |       |                            |          |          |                    |
| N. | Giocatrice           | Ruolo | Data di nascita (età)*     | Altezza* | Presenze | Squadra 2016-2017  |
| 0 | Olivia Époupa        | PG    | 30 aprile 1994 (23 anni)   | 1,64 m   | 46       | Villeneuve-d'Ascq  |
| 5 | Endéné Miyem         | C     | 15 maggio 1988 (29 anni)   | 1,88 m   | 169      | Famila Schio       |
| 8 | Helena Ciak          | C     | 15 dicembre 1989 (27 anni) | 1,97 m   | 65       | Dinamo Kursk       |
| 9 | Céline Dumerc        | P     | 9 luglio 1982 (34 anni)    | 1,69 m   | 256      | Basket Landes      |
| 10 | Sarah Michel         | AP    | 10 gennaio 1989 (28 anni)  | 1,80 m   | 50       | Lattes Montpellier |
| 11 | Valériane Ayayi      | AP    | 29 aprile 1994 (23 anni)   | 1,84 m   | 58       | Villeneuve-d'Ascq  |
| 12 | Gaëlle Skrela        | G     | 24 gennaio 1983 (34 anni)  | 1,77 m   | 78       | Lattes Montpellier |
| 16 | Hhadydia Minte       | AP    | 16 marzo 1991 (26 anni)    | 1,87 m   | 5        | Flammes Carolo     |
| 17 | Marine Johannès      | G     | 21 gennaio 1995 (22 anni)  | 1,77 m   | 31       | C.J.M. Bourges     |
| 18 | Alexia Chartereau    | C     | 5 settembre 1998 (18 anni) | 1,90 m   | 5        | C.J.M. Bourges     |
| 25 | Marielle Amant       | C     | 9 dicembre 1989 (27 anni)  | 1,90 m   | 84       | Villeneuve-d'Ascq  |
| 93 | Diandra Tchatchouang | AP    | 14 giugno 1991 (26 anni)   | 1,89 m   | 5        | C.J.M. Bourges     |

## Grecia
La selezione, comunicata il 12 giugno, è composta da:
| N. | Giocatrice             | Ruolo | Data di nascita (età)*     | Altezza* | Presenze | Punti | Squadra 2016-2017   |
| -- | ---------------------- | ----- | -------------------------- | -------- | -------- | ----- | ------------------- |
| 4  | Anna-Nikī Stamolamprou | P     | 26 agosto 1995 (21 anni)   | 1,70 m   |          |       | R. Morris Colonials |
| 5  | Evina Stamatī          | G     | 2 agosto 1984 (32 anni)    | 1,78 m   | 30       | 50    | Olympiacos          |
| 6  | Lolita Lymoura         | P     | 10 marzo 1985 (32 anni)    | 1,80 m   | 134      | 429   | PAOK Salonicco      |
| 7  | Anna Spyridopoulou     | AP    | 2 novembre 1988 (28 anni)  | 1,84 m   | 30       | 112   | Proteas Voulas      |
| 9  | Euanthia Maltsī        | G     | 30 dicembre 1978 (38 anni) | 1,79 m   | 187      | 2.678 | Olympiacos          |
| 11 | Aggelikī Nikolopoulou  | P     | 2 maggio 1991 (26 anni)    | 1,74 m   | 21       | 61    | Proteas Voulas      |
| 12 | Katerina Sōtīriou      | AG    | 3 gennaio 1984 (33 anni)   | 1,84 m   | 98       | 396   | PB63 Battipaglia    |
| 13 | Afroditī Kosma         | AG    | 6 giugno 1983 (34 anni)    | 1,86 m   | 147      | 401   | Olympiacos          |
| 15 | Artemis Spanou         | AG    | 1º gennaio 1993 (24 anni)  | 1,86 m   | 59       | 457   | Uni Girona          |
| 19 | Stylianī Kaltsidou     | AP    | 12 gennaio 1983 (34 anni)  | 1,88 m   | 116      | 1.220 | Olympiacos          |
| 21 | Eleanna Christinakī    | AP    | 16 dicembre 1996 (20 anni) | 1,84 m   |          |       | Maryland Terrapins  |
| 34 | Mariella Fasoula       | C     | 2 settembre 1997 (19 anni) | 1,92 m   |          |       | Boston C. Eagles    |

* Statura media: 1,82 m, età media: 28 anni.
Allenatore: Konstantinos Keramidas
Assistente: Eleni Kafantari

## Italia
| La selezione, comunicata il 13 giugno, è composta da: \| N. \| Giocatrice \| Ruolo \| Data di nascita (età)* \| Altezza* \| Presenze[17] \| Punti[17] \| Squadra 2014-2015 \| \| -- \| ------------------- \| ----- \| --------------------------- \| -------- \| ------------ \| --------- \| ----------------- \| \| 0 \| Elisa Penna \| A \| 13 novembre 1995 (21 anni) \| 1,88 m \| 15 \| 44 \| W.F. Dem. Deacons \| \| 5 \| Gaia Gorini \| P \| 8 gennaio 1992 (25 anni) \| 1,81 m \| 64 \| 251 \| Eirene Ragusa \| \| 7 \| Giorgia Sottana \| G \| 15 dicembre 1988 (28 anni) \| 1,75 m \| 113 \| 1.002 \| Famila Schio \| \| 9 \| Cecilia Zandalasini \| A \| 16 marzo 1996 (21 anni) \| 1,85 m \| 32 \| 212 \| Famila Schio \| \| 10 \| Francesca Dotto \| P \| 17 marzo 1993 (24 anni) \| 1,70 m \| 66 \| 464 \| Le Mura Lucca \| \| 11 \| Raffaella Masciadri \| A \| 30 settembre 1980 (36 anni) \| 1,85 m \| 181 \| 1.677 \| Famila Schio \| \| 12 \| Alessandra Formica \| C \| 13 marzo 1993 (24 anni) \| 1,89 m \| 57 \| 174 \| Eirene Ragusa \| \| 13 \| Valeria De Pretto \| A \| 16 novembre 1991 (25 anni) \| 1,85 m \| 7 \| 23 \| Cest. Spezzina \| \| 14 \| Martina Crippa \| G \| 31 marzo 1989 (28 anni) \| 1,78 m \| 75 \| 279 \| Le Mura Lucca \| \| 22 \| Kathrin Ress \| C \| 26 giugno 1985 (31 anni) \| 1,93 m \| 125 \| 976 \| Famila Schio \| \| 23 \| Sabrina Cinili \| A \| 22 aprile 1989 (28 anni) \| 1,91 m \| 68 \| 254 \| Dike Napoli \| \| 29 \| Laura Macchi \| A \| 24 maggio 1979 (38 anni) \| 1,88 m \| 103 \| 1.274 \| Famila Schio \| * Statura media : tra 1,80 m e 1,85 m con variazioni significative tra i ruoli. Età media: 27 anni. Allenatore: Andrea Capobianco Assistenti: Antonio Bocchino, Giovanni Lucchesi |                     |       |                             |          |          |       |                   |
| N. | Giocatrice          | Ruolo | Data di nascita (età)*      | Altezza* | Presenze | Punti | Squadra 2014-2015 |
| 0 | Elisa Penna         | A     | 13 novembre 1995 (21 anni)  | 1,88 m   | 15       | 44    | W.F. Dem. Deacons |
| 5 | Gaia Gorini         | P     | 8 gennaio 1992 (25 anni)    | 1,81 m   | 64       | 251   | Eirene Ragusa     |
| 7 | Giorgia Sottana     | G     | 15 dicembre 1988 (28 anni)  | 1,75 m   | 113      | 1.002 | Famila Schio      |
| 9 | Cecilia Zandalasini | A     | 16 marzo 1996 (21 anni)     | 1,85 m   | 32       | 212   | Famila Schio      |
| 10 | Francesca Dotto     | P     | 17 marzo 1993 (24 anni)     | 1,70 m   | 66       | 464   | Le Mura Lucca     |
| 11 | Raffaella Masciadri | A     | 30 settembre 1980 (36 anni) | 1,85 m   | 181      | 1.677 | Famila Schio      |
| 12 | Alessandra Formica  | C     | 13 marzo 1993 (24 anni)     | 1,89 m   | 57       | 174   | Eirene Ragusa     |
| 13 | Valeria De Pretto   | A     | 16 novembre 1991 (25 anni)  | 1,85 m   | 7        | 23    | Cest. Spezzina    |
| 14 | Martina Crippa      | G     | 31 marzo 1989 (28 anni)     | 1,78 m   | 75       | 279   | Le Mura Lucca     |
| 22 | Kathrin Ress        | C     | 26 giugno 1985 (31 anni)    | 1,93 m   | 125      | 976   | Famila Schio      |
| 23 | Sabrina Cinili      | A     | 22 aprile 1989 (28 anni)    | 1,91 m   | 68       | 254   | Dike Napoli       |
| 29 | Laura Macchi        | A     | 24 maggio 1979 (38 anni)    | 1,88 m   | 103      | 1.274 | Famila Schio      |

## Lettonia
| La selezione, comunicata il 12 giugno, è composta da: \| N. \| Giocatrice \| Ruolo \| Data di nascita (età)* \| Altezza* \| Squadra 2016-2017 \| \| -- \| --------------------- \| ----- \| ------------------------- \| -------- \| ------------------- \| \| 6 \| Paula Strautmane \| AG \| 23 marzo 1997 (20 anni) \| 1,85 m \| Quinnipiac Bobcats \| \| 7 \| Elīna Babkina \| P \| 24 aprile 1989 (28 anni) \| 1,72 m \| CREF Hola[21] \| \| 8 \| Gunta Baško-Melnbārde \| AP \| 27 aprile 1980 (37 anni) \| 1,81 m \| TTT Rīga \| \| 11 \| Aija Putniņa \| AG \| 15 gennaio 1988 (29 anni) \| 1,90 m \| Istanbul Univ. \| \| 12 \| Anete Šteinberga \| AG \| 29 gennaio 1990 (27 anni) \| 1,90 m \| ZVVZ USK Praga \| \| 13 \| Aija Brumermane \| C \| 17 ottobre 1986 (30 anni) \| 1,92 m \| Dunkerque-Malo \| \| 14 \| Anna Dreimane \| C \| 4 luglio 1997 (19 anni) \| 1,97 m \| Colorado St. Rams \| \| 15 \| Ieva Krastiņa \| G \| 22 luglio 1990 (26 anni) \| 1,72 m \| TTT Rīga \| \| 16 \| Ilze Jākobsone \| P \| 19 aprile 1994 (23 anni) \| 1,68 m \| Vega 1-Liepaja \| \| 28 \| Kristīne Vītola \| C \| 2 giugno 1991 (26 anni) \| 1,96 m \| Galatasaray \| \| 33 \| Kitija Laksa \| AP \| 21 maggio 1996 (21 anni) \| 1,86 m \| South Florida Bulls \| \| 35 \| Kate Krēsliņa \| G \| 14 aprile 1996 (21 anni) \| 1,84 m \| Fordham Rams \| * Statura media: 1,84 m, età media: 26 anni. Allenatore: Mārtiņš Zībarts Assistenti: Aigars Nerips, Arturs Visockis Rubenis |                       |       |                           |          |                     |
| N. | Giocatrice            | Ruolo | Data di nascita (età)*    | Altezza* | Squadra 2016-2017   |
| 6 | Paula Strautmane      | AG    | 23 marzo 1997 (20 anni)   | 1,85 m   | Quinnipiac Bobcats  |
| 7 | Elīna Babkina         | P     | 24 aprile 1989 (28 anni)  | 1,72 m   | CREF Hola           |
| 8 | Gunta Baško-Melnbārde | AP    | 27 aprile 1980 (37 anni)  | 1,81 m   | TTT Rīga            |
| 11 | Aija Putniņa          | AG    | 15 gennaio 1988 (29 anni) | 1,90 m   | Istanbul Univ.      |
| 12 | Anete Šteinberga      | AG    | 29 gennaio 1990 (27 anni) | 1,90 m   | ZVVZ USK Praga      |
| 13 | Aija Brumermane       | C     | 17 ottobre 1986 (30 anni) | 1,92 m   | Dunkerque-Malo      |
| 14 | Anna Dreimane         | C     | 4 luglio 1997 (19 anni)   | 1,97 m   | Colorado St. Rams   |
| 15 | Ieva Krastiņa         | G     | 22 luglio 1990 (26 anni)  | 1,72 m   | TTT Rīga            |
| 16 | Ilze Jākobsone        | P     | 19 aprile 1994 (23 anni)  | 1,68 m   | Vega 1-Liepaja      |
| 28 | Kristīne Vītola       | C     | 2 giugno 1991 (26 anni)   | 1,96 m   | Galatasaray         |
| 33 | Kitija Laksa          | AP    | 21 maggio 1996 (21 anni)  | 1,86 m   | South Florida Bulls |
| 35 | Kate Krēsliņa         | G     | 14 aprile 1996 (21 anni)  | 1,84 m   | Fordham Rams        |

## Montenegro
| La selezione, comunicata il 14 giugno, è composta da: \| N. \| Giocatrice \| Ruolo \| Data di nascita (età)* \| Altezza* \| Squadra 2016-2017 \| \| -- \| ---------------- \| ----- \| --------------------------- \| -------- \| --------------------- \| \| 4 \| Irena Matović \| G \| 23 maggio 1988 (29 anni) \| 1,84 m \| Budućnost \| \| 5 \| Jelena Škerović \| P \| 23 dicembre 1980 (36 anni) \| 1,77 m \| Arka Gdynia \| \| 6 \| Jelena Vučetić \| P \| 14 aprile 1993 (24 anni) \| 1,82 m \| Kazanochka \| \| 7 \| Nataša Popović \| C \| 14 aprile 1982 (35 anni) \| 1,90 m \| Reims \| \| 8 \| Milica Milošev \| AP \| 11 aprile 1993 (24 anni) \| 1,84 m \| Panthers Osnabruck \| \| 9 \| Snežana Aleksić \| P \| 14 gennaio 1989 (28 anni) \| 1,73 m \| Mann Filter Saragozza \| \| 10 \| Kristina Raković \| AG \| 26 settembre 1994 (22 anni) \| 1,85 m \| Valencia \| \| 11 \| Božica Mujović \| P \| 7 gennaio 1996 (21 anni) \| 1,76 m \| Budućnost \| \| 12 \| Iva Perovanović \| C \| 1º settembre 1993 (23 anni) \| 1,88 m \| Beşiktaş \| \| 13 \| Jovana Pašić \| G \| 12 maggio 1992 (25 anni) \| 1,83 m \| Arad \| \| 14 \| Milica Jovanović \| AG \| 14 agosto 1989 (27 anni) \| 1,89 m \| Mersin BŞB \| \| 15 \| Angel Robinson \| C \| 20 aprile 1987 (30 anni) \| 1,96 m \| Yakın Doğu \| * Statura media: 1,84 m, età media: 28 anni. Allenatore: Roberto Iñiguez Assistente: Zoran Kascelan |                  |       |                             |          |                       |
| N. | Giocatrice       | Ruolo | Data di nascita (età)*      | Altezza* | Squadra 2016-2017     |
| 4 | Irena Matović    | G     | 23 maggio 1988 (29 anni)    | 1,84 m   | Budućnost             |
| 5 | Jelena Škerović  | P     | 23 dicembre 1980 (36 anni)  | 1,77 m   | Arka Gdynia           |
| 6 | Jelena Vučetić   | P     | 14 aprile 1993 (24 anni)    | 1,82 m   | Kazanochka            |
| 7 | Nataša Popović   | C     | 14 aprile 1982 (35 anni)    | 1,90 m   | Reims                 |
| 8 | Milica Milošev   | AP    | 11 aprile 1993 (24 anni)    | 1,84 m   | Panthers Osnabruck    |
| 9 | Snežana Aleksić  | P     | 14 gennaio 1989 (28 anni)   | 1,73 m   | Mann Filter Saragozza |
| 10 | Kristina Raković | AG    | 26 settembre 1994 (22 anni) | 1,85 m   | Valencia              |
| 11 | Božica Mujović   | P     | 7 gennaio 1996 (21 anni)    | 1,76 m   | Budućnost             |
| 12 | Iva Perovanović  | C     | 1º settembre 1993 (23 anni) | 1,88 m   | Beşiktaş              |
| 13 | Jovana Pašić     | G     | 12 maggio 1992 (25 anni)    | 1,83 m   | Arad                  |
| 14 | Milica Jovanović | AG    | 14 agosto 1989 (27 anni)    | 1,89 m   | Mersin BŞB            |
| 15 | Angel Robinson   | C     | 20 aprile 1987 (30 anni)    | 1,96 m   | Yakın Doğu            |

## Repubblica Ceca
La selezione, comunicata il 15 giugno, è composta da:
| N. | Giocatrice                    | Ruolo | Data di nascita (età)*      | Altezza* | Squadra 2016-2017 |
| -- | ----------------------------- | ----- | --------------------------- | -------- | ----------------- |
| 1  | Kia Vaughn                    | C     | 24 gennaio 1987 (30 anni)   | 1,93 m   | ZVVZ USK Praga    |
| 4  | Michaela Zrůstová-Stejskalová | AP    | 4 aprile 1987 (30 anni)     | 1,86 m   | Gran Canaria      |
| 6  | Karolina Elhotová             | AP    | 7 gennaio 1992 (25 anni)    | 1,82 m   | ZVVZ USK Praga    |
| 7  | Alena Hanušová                | AG    | 29 maggio 1991 (26 anni)    | 1,91 m   | ZVVZ USK Praga    |
| 8  | Ilona Burgrová                | C     | 15 marzo 1984 (33 anni)     | 1,94 m   | ZVVZ USK Praga    |
| 9  | Lenka Bartáková               | P     | 17 maggio 1991 (26 anni)    | 1,75 m   | DSK Nymburk       |
| 10 | Veronika Voráčková            | G     | 21 giugno 1999 (17 anni)    | 1,75 m   | ZVVZ USK Praga    |
| 11 | Kateřina Elhotová             | AP    | 14 ottobre 1989 (27 anni)   | 1,80 m   | ZVVZ USK Praga    |
| 12 | Tereza Vyoralová              | P     | 16 gennaio 1994 (23 anni)   | 1,76 m   | ZVVZ USK Praga    |
| 13 | Petra Kulichová               | C     | 13 settembre 1984 (32 anni) | 1,98 m   | Botaş             |
| 14 | Petra Záplatová               | P     | 29 dicembre 1991 (25 anni)  | 1,75 m   | Rotemburg         |
| 15 | Pavla Švrdlíková              | AG    | 15 settembre 1990 (26 anni) | 1,85 m   | Brno              |

* Statura media: 1,84 m, età media: 27 anni.
Allenatore: Ivan Beneš
Assistenti: Jiří Bárta, Tomáš Eisner

## Russia
| La selezione, comunicata il 13 giugno, è composta da: \| N. \| Giocatrice \| Ruolo \| Data di nascita (età)* \| Altezza* \| Squadra 2016-2017 \| \| -- \| --------------------------- \| ----- \| --------------------------- \| -------- \| ---------------------------------- \| \| 3 \| Natal'ja Žedik \| G \| 11 luglio 1988 (28 anni) \| 1,83 m \| Nadežda Orenburg \| \| 4 \| Raisa Musina \| AG \| 31 marzo 1998 (19 anni) \| 1,92 m \| Orzel Polkowice \| \| 5 \| Evgenija Beljakova \| G \| 27 giugno 1986 (30 anni) \| 1,84 m \| UMMC Ekaterinburg \| \| 7 \| Marija Vadeeva \| C \| 16 luglio 1998 (18 anni) \| 1,90 m \| Dinamo Kursk \| \| 9 \| Ksenija Levčenko \| P \| 29 marzo 1996 (21 anni) \| 1,65 m \| Dinamo Kursk \| \| 10 \| Epiphanny Prince \| P \| 11 gennaio 1988 (29 anni) \| 1,75 m \| Dinamo Kursk \| \| 13 \| Elena Daniločkina-Kirillova \| G \| 27 gennaio 1986 (31 anni) \| 1,86 m \| Dinamo Kursk \| \| 15 \| Natal'ja Vieru \| C \| 25 luglio 1989 (27 anni) \| 1,96 m \| UMMC Ekaterinburg \| \| 16 \| Ksenija Tichonenko \| C \| 11 gennaio 1993 (24 anni) \| 1,93 m \| Template:Basket ZBK Dinamo Mosca F \| \| 17 \| Elena Beglova \| P \| 1º settembre 1987 (29 anni) \| 1,76 m \| Nadežda Orenburg \| \| 25 \| Marija Čerepanova \| AP \| 28 agosto 1987 (29 anni) \| 1,90 m \| UMMC Ekaterinburg \| \| 32 \| Žosselina Majga \| AG \| 30 aprile 1996 (21 anni) \| 1,93 m \| Nadežda Orenburg \| * Statura media: 1,85 m, età media: 26 anni. Allenatore: Aleksandr Vasin Assistenti: Anna Arkhipova, Dmitry Donskov |                             |       |                             |          |                                    |
| N. | Giocatrice                  | Ruolo | Data di nascita (età)*      | Altezza* | Squadra 2016-2017                  |
| 3 | Natal'ja Žedik              | G     | 11 luglio 1988 (28 anni)    | 1,83 m   | Nadežda Orenburg                   |
| 4 | Raisa Musina                | AG    | 31 marzo 1998 (19 anni)     | 1,92 m   | Orzel Polkowice                    |
| 5 | Evgenija Beljakova          | G     | 27 giugno 1986 (30 anni)    | 1,84 m   | UMMC Ekaterinburg                  |
| 7 | Marija Vadeeva              | C     | 16 luglio 1998 (18 anni)    | 1,90 m   | Dinamo Kursk                       |
| 9 | Ksenija Levčenko            | P     | 29 marzo 1996 (21 anni)     | 1,65 m   | Dinamo Kursk                       |
| 10 | Epiphanny Prince            | P     | 11 gennaio 1988 (29 anni)   | 1,75 m   | Dinamo Kursk                       |
| 13 | Elena Daniločkina-Kirillova | G     | 27 gennaio 1986 (31 anni)   | 1,86 m   | Dinamo Kursk                       |
| 15 | Natal'ja Vieru              | C     | 25 luglio 1989 (27 anni)    | 1,96 m   | UMMC Ekaterinburg                  |
| 16 | Ksenija Tichonenko          | C     | 11 gennaio 1993 (24 anni)   | 1,93 m   | Template:Basket ZBK Dinamo Mosca F |
| 17 | Elena Beglova               | P     | 1º settembre 1987 (29 anni) | 1,76 m   | Nadežda Orenburg                   |
| 25 | Marija Čerepanova           | AP    | 28 agosto 1987 (29 anni)    | 1,90 m   | UMMC Ekaterinburg                  |
| 32 | Žosselina Majga             | AG    | 30 aprile 1996 (21 anni)    | 1,93 m   | Nadežda Orenburg                   |

## Serbia
| La selezione, comunicata il 13 giugno, è composta da: \| N. \| Giocatrice \| Ruolo \| Data di nascita (età)* \| Altezza* \| Squadra 2016-2017 \| \| -- \| --------------------- \| ----- \| -------------------------- \| -------- \| ----------------- \| \| 4 \| Tamara Radočaj \| P \| 23 dicembre 1987 (29 anni) \| 1,70 m \| Vologda-Čevakata \| \| 5 \| Sonja Petrović \| AP \| 18 febbraio 1989 (28 anni) \| 1,89 m \| ZVVZ USK Praga \| \| 6 \| Saša Čađo \| G \| 13 luglio 1989 (27 anni) \| 1,78 m \| Istanbul Univ. \| \| 7 \| Sara Krnjić \| C \| 15 luglio 1991 (25 anni) \| 1,93 m \| Sopron \| \| 8 \| Nevena Jovanović \| G \| 30 giugno 1990 (26 anni) \| 1,80 m \| Basket Landes[30] \| \| 9 \| Jelena Milovanović \| AG \| 28 aprile 1989 (28 anni) \| 1,90 m \| Avenida \| \| 10 \| Sanja Mandić \| G \| 14 marzo 1995 (22 anni) \| 1,80 m \| PEAC Pecs \| \| 11 \| Aleksandra Crvendakić \| AP \| 17 marzo 1996 (21 anni) \| 1,87 m \| Sopron \| \| 12 \| Maja Škorić \| AP \| 10 novembre 1989 (27 anni) \| 1,85 m \| Cegléd \| \| 14 \| Dragana Stanković \| C \| 18 gennaio 1995 (22 anni) \| 1,95 m \| Hatay \| \| 15 \| Tina Jovanović \| AG \| 12 gennaio 1991 (26 anni) \| 1,90 m \| Miskolc \| \| 23 \| Ana Dabović \| G \| 18 agosto 1989 (27 anni) \| 1,83 m \| Dinamo Mosca \| * Statura media: 1,85 m, età media: 26 anni. Allenatore: Stevan Karadzic Assistente: Igor Polenek |                       |       |                            |          |                   |
| N. | Giocatrice            | Ruolo | Data di nascita (età)*     | Altezza* | Squadra 2016-2017 |
| 4 | Tamara Radočaj        | P     | 23 dicembre 1987 (29 anni) | 1,70 m   | Vologda-Čevakata  |
| 5 | Sonja Petrović        | AP    | 18 febbraio 1989 (28 anni) | 1,89 m   | ZVVZ USK Praga    |
| 6 | Saša Čađo             | G     | 13 luglio 1989 (27 anni)   | 1,78 m   | Istanbul Univ.    |
| 7 | Sara Krnjić           | C     | 15 luglio 1991 (25 anni)   | 1,93 m   | Sopron            |
| 8 | Nevena Jovanović      | G     | 30 giugno 1990 (26 anni)   | 1,80 m   | Basket Landes     |
| 9 | Jelena Milovanović    | AG    | 28 aprile 1989 (28 anni)   | 1,90 m   | Avenida           |
| 10 | Sanja Mandić          | G     | 14 marzo 1995 (22 anni)    | 1,80 m   | PEAC Pecs         |
| 11 | Aleksandra Crvendakić | AP    | 17 marzo 1996 (21 anni)    | 1,87 m   | Sopron            |
| 12 | Maja Škorić           | AP    | 10 novembre 1989 (27 anni) | 1,85 m   | Cegléd            |
| 14 | Dragana Stanković     | C     | 18 gennaio 1995 (22 anni)  | 1,95 m   | Hatay             |
| 15 | Tina Jovanović        | AG    | 12 gennaio 1991 (26 anni)  | 1,90 m   | Miskolc           |
| 23 | Ana Dabović           | G     | 18 agosto 1989 (27 anni)   | 1,83 m   | Dinamo Mosca      |

## Slovacchia
La selezione, comunicata il 12 giugno, è composta da:
| N. | Giocatrice          | Ruolo | Data di nascita (età)*     | Altezza* | Squadra 2016-2017   |
| -- | ------------------- | ----- | -------------------------- | -------- | ------------------- |
| 4  | Rebeka Mikulášiková | C     | 31 luglio 1999 (17 anni)   | 1,91 m   | Piešťanské Čajky    |
| 5  | Veronika Remenárová | AP    | 16 marzo 1997 (20 anni)    | 1,86 m   | Brno                |
| 7  | Zuzana Žirková      | G     | 6 giugno 1980 (37 anni)    | 1,75 m   | Dobrí anjeli Košice |
| 8  | Nikola Dudášová     | G     | 17 marzo 1995 (22 anni)    | 1,78 m   | Piešťanské Čajky    |
| 9  | Terezia Páleníková  | AP    | 16 agosto 1995 (21 anni)   | 1,78 m   | Piešťanské Čajky    |
| 10 | Sabína Oroszová     | AG    | 5 giugno 1993 (24 anni)    | 1,92 m   | Piešťanské Čajky    |
| 11 | Barbora Bálintová   | P     | 15 dicembre 1994 (22 anni) | 1,79 m   | Dobrí anjeli Košice |
| 13 | Anna Jurčenková     | C     | 26 luglio 1985 (31 anni)   | 1,95 m   | Dobrí anjeli Košice |
| 14 | Marie Růžičková     | C     | 18 novembre 1986 (30 anni) | 1,92 m   | Reyer Venezia       |
| 15 | Romana Vyňuchalová  | C     | 3 settembre 1986 (30 anni) | 1,95 m   | Samorin             |
| 20 | Nikola Kováčiková   | G     | 6 gennaio 1999 (18 anni)   | 1,80 m   | UKF Nitra           |
| 23 | Angelika Slamová    | G     | 19 giugno 1994 (22 anni)   | 1,70 m   | Piešťanské Čajky    |

* Statura media: 1,84 m, età media: 25 anni.
Allenatore: Marian Svoboda
Assistente: Richard Kucsa

## Slovenia
La selezione, comunicata il 9 giugno, è composta da:
| N. | Giocatrice        | Ruolo | Data di nascita (età)*     | Altezza* | Squadra 2016-2017   |
| -- | ----------------- | ----- | -------------------------- | -------- | ------------------- |
| 3  | Teja Oblak        | P     | 20 dicembre 1990 (26 anni) | 1,72 m   | Dobrí anjeli Košice |
| 4  | Živa Zdolšek      | G     | 10 ottobre 1989 (27 anni)  | 1,78 m   | Triglav Kranj       |
| 5  | Maja Erkič        | G     | 13 maggio 1985 (32 anni)   | 1,83 m   | Atomeromu Szekszard |
| 6  | Annamaria Prezelj | G     | 30 luglio 1997 (19 anni)   | 1,75 m   | Athlete Celje       |
| 7  | Rebeka Abramovič  | G     | 6 novembre 1993 (23 anni)  | 1,70 m   | Triglav Kranj       |
| 9  | Nika Barič        | P     | 2 settembre 1992 (24 anni) | 1,69 m   | UMMC Ekaterinburg   |
| 10 | Tina Jakovina     | AP    | 11 agosto 1992 (24 anni)   | 1,82 m   | Vicenza             |
| 11 | Sandra Piršić     | C     | 11 ottobre 1984 (32 anni)  | 1,95 m   | Atomeromu Szekszard |
| 12 | Eva Lisec         | C     | 17 giugno 1995 (21 anni)   | 1,92 m   | Atomeromu Szekszard |
| 13 | Tina Trebec       | AG    | 10 marzo 1990 (27 anni)    | 1,89 m   | Burgas              |
| 30 | Shante Evans      | G     | 8 luglio 1991 (25 anni)    | 1,83 m   | Athlete Celje       |
| 97 | Larisa Ocvirk     | AP    | 26 maggio 1997 (20 anni)   | 1,87 m   | Athlete Celje       |

* Statura media: 1,81 m, età media: 25 anni.
Allenatore: Damir Grgić
Assistenti: Alojzij Duscak, Jure Krajnc

## Spagna
| La selezione, comunicata l'8 giugno, è composta da: \| N. \| Giocatrice \| Ruolo \| Data di nascita (età)* \| Altezza* \| Presenze[37] \| Punti[37] \| Squadra 2016-2017 \| \| -- \| ---------------- \| ----- \| --------------------------- \| -------- \| ------------ \| --------- \| ---------------------- \| \| 4 \| Laura Nicholls \| AG \| 26 febbraio 1989 (28 anni) \| 1,91 m \| 151 \| 736 \| Eirene Ragusa \| \| 6 \| Silvia Domínguez \| P \| 31 gennaio 1987 (30 anni) \| 1,66 m \| 141 \| 491 \| Avenida \| \| 7 \| Alba Torrens \| AP \| 30 agosto 1989 (27 anni) \| 1,90 m \| 145 \| 1.874 \| UMMC Ekaterinburg \| \| 9 \| Laia Palau \| P \| 10 settembre 1979 (37 anni) \| 1,79 m \| 256 \| 1.631 \| ZVVZ USK Praga \| \| 10 \| Marta Xargay \| G \| 20 dicembre 1990 (26 anni) \| 1,81 m \| 101 \| 804 \| ZVVZ USK Praga \| \| 11 \| Leonor Rodríguez \| G \| 21 ottobre 1991 (25 anni) \| 1,80 m \| 50 \| 172 \| Uni Girona \| \| 14 \| Sancho Lyttle \| C \| 20 settembre 1983 (33 anni) \| 1,93 m \| 39 \| 616 \| UMMC Ekaterinburg \| \| 15 \| Anna Cruz \| G \| 27 ottobre 1986 (30 anni) \| 1,76 m \| 124 \| 866 \| Dinamo Kursk \| \| 20 \| Leticia Romero \| P \| 28 maggio 1995 (22 anni) \| 1,73 m \| 52 \| 136 \| Fl. State Seminoles \| \| 22 \| María Conde \| AP \| 14 gennaio 1997 (20 anni) \| 1,86 m \| 8 \| 10 \| Fl. State Seminoles \| \| 24 \| Laura Gil \| AP \| 24 aprile 1992 (25 anni) \| 1,91 m \| 76 \| 290 \| Avenida \| \| 28 \| Beatriz Sánchez \| C \| 20 dicembre 1989 (27 anni) \| 1,90 m \| 8 \| 23 \| Star Center-Uni Ferrol \| * Statura media: 1,83 m, età media: 28 anni. Allenatore: Lucas Mondelo Assistenti: Víctor Lapeña, Isabel Sánchez |                  |       |                             |          |          |       |                        |
| N. | Giocatrice       | Ruolo | Data di nascita (età)*      | Altezza* | Presenze | Punti | Squadra 2016-2017      |
| 4 | Laura Nicholls   | AG    | 26 febbraio 1989 (28 anni)  | 1,91 m   | 151      | 736   | Eirene Ragusa          |
| 6 | Silvia Domínguez | P     | 31 gennaio 1987 (30 anni)   | 1,66 m   | 141      | 491   | Avenida                |
| 7 | Alba Torrens     | AP    | 30 agosto 1989 (27 anni)    | 1,90 m   | 145      | 1.874 | UMMC Ekaterinburg      |
| 9 | Laia Palau       | P     | 10 settembre 1979 (37 anni) | 1,79 m   | 256      | 1.631 | ZVVZ USK Praga         |
| 10 | Marta Xargay     | G     | 20 dicembre 1990 (26 anni)  | 1,81 m   | 101      | 804   | ZVVZ USK Praga         |
| 11 | Leonor Rodríguez | G     | 21 ottobre 1991 (25 anni)   | 1,80 m   | 50       | 172   | Uni Girona             |
| 14 | Sancho Lyttle    | C     | 20 settembre 1983 (33 anni) | 1,93 m   | 39       | 616   | UMMC Ekaterinburg      |
| 15 | Anna Cruz        | G     | 27 ottobre 1986 (30 anni)   | 1,76 m   | 124      | 866   | Dinamo Kursk           |
| 20 | Leticia Romero   | P     | 28 maggio 1995 (22 anni)    | 1,73 m   | 52       | 136   | Fl. State Seminoles    |
| 22 | María Conde      | AP    | 14 gennaio 1997 (20 anni)   | 1,86 m   | 8        | 10    | Fl. State Seminoles    |
| 24 | Laura Gil        | AP    | 24 aprile 1992 (25 anni)    | 1,91 m   | 76       | 290   | Avenida                |
| 28 | Beatriz Sánchez  | C     | 20 dicembre 1989 (27 anni)  | 1,90 m   | 8        | 23    | Star Center-Uni Ferrol |

## Turchia
| La selezione, comunicata il 13 giugno, è composta da: \| N. \| Giocatrice \| Ruolo \| Data di nascita (età)* \| Altezza* \| Squadra 2016-2017 \| \| -- \| ------------------------ \| ----- \| --------------------------- \| -------- \| ----------------- \| \| 2 \| Pelin Bilgiç \| P \| 15 luglio 1994 (22 anni) \| 1,73 m \| Fenerbahçe \| \| 3 \| Ayşe Cora \| G \| 3 marzo 1993 (24 anni) \| 1,75 m \| Fenerbahçe \| \| 4 \| Olcay Çakır \| P \| 13 luglio 1993 (23 anni) \| 1,82 m \| Yakın Doğu \| \| 7 \| Birsel Vardarlı-Demirmen \| P \| 12 luglio 1984 (32 anni) \| 1,75 m \| Fenerbahçe \| \| 9 \| Bahar Çağlar \| AP \| 28 settembre 1988 (28 anni) \| 1,90 m \| Yakın Doğu \| \| 10 \| Işıl Alben \| P \| 22 febbraio 1986 (31 anni) \| 1,72 m \| Galatasaray \| \| 12 \| Tuğçe Canıtez \| AG \| 10 novembre 1990 (26 anni) \| 1,88 m \| Fenerbahçe \| \| 13 \| Quanitra Hollingsworth \| C \| 15 novembre 1988 (28 anni) \| 1,97 m \| Yakın Doğu \| \| 14 \| Şaziye İvegin-Üner \| AP \| 8 febbraio 1982 (35 anni) \| 1,80 m \| Agü Spor Kayseri \| \| 15 \| Tilbe Şenyürek \| AG \| 26 aprile 1995 (22 anni) \| 1,89 m \| Botaş \| \| 17 \| Cansu Köksal \| AP \| 28 aprile 1994 (23 anni) \| 1,87 m \| Galatasaray \| \| 33 \| Esra Ural \| C \| 18 agosto 1991 (25 anni) \| 1,98 m \| Fenerbahçe \| * Statura media: 1,84 m, età media: 27 anni. Allenatore: Ekrem Memnun Assistenti: Aziz Akkaya, Emre Vatansever |                          |       |                             |          |                   |
| N. | Giocatrice               | Ruolo | Data di nascita (età)*      | Altezza* | Squadra 2016-2017 |
| 2 | Pelin Bilgiç             | P     | 15 luglio 1994 (22 anni)    | 1,73 m   | Fenerbahçe        |
| 3 | Ayşe Cora                | G     | 3 marzo 1993 (24 anni)      | 1,75 m   | Fenerbahçe        |
| 4 | Olcay Çakır              | P     | 13 luglio 1993 (23 anni)    | 1,82 m   | Yakın Doğu        |
| 7 | Birsel Vardarlı-Demirmen | P     | 12 luglio 1984 (32 anni)    | 1,75 m   | Fenerbahçe        |
| 9 | Bahar Çağlar             | AP    | 28 settembre 1988 (28 anni) | 1,90 m   | Yakın Doğu        |
| 10 | Işıl Alben               | P     | 22 febbraio 1986 (31 anni)  | 1,72 m   | Galatasaray       |
| 12 | Tuğçe Canıtez            | AG    | 10 novembre 1990 (26 anni)  | 1,88 m   | Fenerbahçe        |
| 13 | Quanitra Hollingsworth   | C     | 15 novembre 1988 (28 anni)  | 1,97 m   | Yakın Doğu        |
| 14 | Şaziye İvegin-Üner       | AP    | 8 febbraio 1982 (35 anni)   | 1,80 m   | Agü Spor Kayseri  |
| 15 | Tilbe Şenyürek           | AG    | 26 aprile 1995 (22 anni)    | 1,89 m   | Botaş             |
| 17 | Cansu Köksal             | AP    | 28 aprile 1994 (23 anni)    | 1,87 m   | Galatasaray       |
| 33 | Esra Ural                | C     | 18 agosto 1991 (25 anni)    | 1,98 m   | Fenerbahçe        |

## Ucraina
La selezione, comunicata il 9 giugno, è composta da:
| N. | Giocatrice            | Ruolo | Data di nascita (età)*     | Altezza* | Squadra 2016-2017  |
| -- | --------------------- | ----- | -------------------------- | -------- | ------------------ |
| 5  | Jevhenija Šarovka     | P     | 10 maggio 1988 (29 anni)   | 1,72 m   | Avangard Kiev      |
| 8  | Vita Horobec'         | G     | 6 aprile 1996 (21 anni)    | 1,80 m   | TIM-SKUF Kiev      |
| 9  | Ljudmyla Naumemko     | AP    | 30 giugno 1993 (23 anni)   | 1,87 m   | Villeneuve-d'Ascq  |
| 10 | Ol'ha Mazničenko      | AG    | 24 luglio 1991 (25 anni)   | 1,87 m   | Montbrison BC      |
| 13 | Olesja Malašenko      | AG    | 21 febbraio 1991 (26 anni) | 1,89 m   | Mersin BŞB         |
| 14 | Alina Jahupova        | G     | 9 febbraio 1992 (25 anni)  | 1,80 m   | Villeneuve-d'Ascq  |
| 19 | Taïsija Udodenko      | AG    | 7 maggio 1989 (28 anni)    | 1,90 m   | DSK Nymburk        |
| 23 | Ol'ha Jackovec'       | AG    | 16 ottobre 1997 (19 anni)  | 1,89 m   | Avangard Kiev      |
| 24 | D'Andra Moss          | P     | 21 febbraio 1988 (29 anni) | 1,80 m   | Mersin BŞB         |
| 31 | Anna Ol'chovyk        | AP    | 18 giugno 1987 (29 anni)   | 1,86 m   | TIM-SKUF Kiev      |
| 44 | Kateryna Dorohobuzova | AP    | 28 giugno 1990 (26 anni)   | 1,87 m   | AZS Lublin         |
| 88 | Arina Bilocerkivs'ka  | P     | 3 dicembre 1989 (27 anni)  | 1,70 m   | Suduva Marijampole |

* Statura media: 1,83 m, età media: 26 anni.
Allenatore: Volodymyr Cholopov
Assistenti: Inna Kochubei, Sergii Vozniuk

## Ungheria
| La selezione, comunicata il 12 giugno, è composta da: \| N. \| Giocatrice \| Ruolo \| Data di nascita (età)* \| Altezza* \| Squadra 2016-2017 \| \| -- \| -------------------- \| ----- \| --------------------------- \| -------- \| ----------------- \| \| 4 \| Zsófia Fegyverneky \| G \| 29 settembre 1984 (32 anni) \| 1,78 m \| Sopron \| \| 5 \| Krisztina Raksányi \| G \| 26 settembre 1991 (25 anni) \| 1,80 m \| PEAC Pecs \| \| 6 \| Zsófia Licskai \| AG \| 25 ottobre 1993 (23 anni) \| 1,89 m \| PEAC Pecs \| \| 7 \| Zsófia Simon \| G \| 17 dicembre 1989 (27 anni) \| 1,80 m \| UNI Győr \| \| 10 \| Zsófia Varga \| AP \| 15 gennaio 1989 (28 anni) \| 1,82 m \| UNI Győr \| \| 11 \| Dóra Medgyessy \| P \| 21 luglio 1986 (30 anni) \| 1,73 m \| Ceglédi EKK \| \| 12 \| Courtney Vandersloot \| P \| 8 febbraio 1989 (28 anni) \| 1,73 m \| Yakın Doğu \| \| 14 \| Tijana Krivaćević \| AG \| 8 aprile 1990 (27 anni) \| 1,92 m \| Girne Üniv. \| \| 15 \| Nóra Nagy \| AP \| 18 novembre 1985 (31 anni) \| 1,84 m \| Ceglédi EKK \| \| 41 \| Debóra Dubei \| G \| 4 gennaio 1997 (20 anni) \| 1,82 m \| Sopron \| \| 44 \| Bernadett Határ \| C \| 24 agosto 1994 (22 anni) \| 2,08 m \| Sopron \| \| 51 \| Dorina Zele \| G \| 13 febbraio 1992 (25 anni) \| 1,85 m \| PEAC Pecs \| * Statura media: 1,84 m, età media: 26 anni. Allenatore: Štefan Svitek Assistenti: Tamas Gall, Ajtony Imreh |                      |       |                             |          |                   |
| N. | Giocatrice           | Ruolo | Data di nascita (età)*      | Altezza* | Squadra 2016-2017 |
| 4 | Zsófia Fegyverneky   | G     | 29 settembre 1984 (32 anni) | 1,78 m   | Sopron            |
| 5 | Krisztina Raksányi   | G     | 26 settembre 1991 (25 anni) | 1,80 m   | PEAC Pecs         |
| 6 | Zsófia Licskai       | AG    | 25 ottobre 1993 (23 anni)   | 1,89 m   | PEAC Pecs         |
| 7 | Zsófia Simon         | G     | 17 dicembre 1989 (27 anni)  | 1,80 m   | UNI Győr          |
| 10 | Zsófia Varga         | AP    | 15 gennaio 1989 (28 anni)   | 1,82 m   | UNI Győr          |
| 11 | Dóra Medgyessy       | P     | 21 luglio 1986 (30 anni)    | 1,73 m   | Ceglédi EKK       |
| 12 | Courtney Vandersloot | P     | 8 febbraio 1989 (28 anni)   | 1,73 m   | Yakın Doğu        |
| 14 | Tijana Krivaćević    | AG    | 8 aprile 1990 (27 anni)     | 1,92 m   | Girne Üniv.       |
| 15 | Nóra Nagy            | AP    | 18 novembre 1985 (31 anni)  | 1,84 m   | Ceglédi EKK       |
| 41 | Debóra Dubei         | G     | 4 gennaio 1997 (20 anni)    | 1,82 m   | Sopron            |
| 44 | Bernadett Határ      | C     | 24 agosto 1994 (22 anni)    | 2,08 m   | Sopron            |
| 51 | Dorina Zele          | G     | 13 febbraio 1992 (25 anni)  | 1,85 m   | PEAC Pecs         |